# Me ne frego
Me ne frego es un sencillo del cantautore y rapper italiano Achille Lauro, publicado el 5 de febrero de 2020. 
El sencillo ha sido certificado disco de platino en Italia.

## Historia
La canción, escrita por el intérprete junto a Davide Petrella, Daniele Dezi, Daniele Mungai, Matteo Ciceroni y Edoardo Manozzi, participó en el Festival de Sanremo 2020. Esta fue su segunda participación al festival después de la edición del 2019.

## Posición en las listas
| Lista (2020)           | Posición |
| ---------------------- | -------- |
| Italia Fimi            | 4        |
| Italia Hip Hop iTunes  | 6        |
| Malta Hip Hop iTunes   | 12       |
| Noruega Hip Hop iTunes | 14       |
| España Hip Hop iTunes  | 18       |
| Suiza Hip Hop iTunes   | 27       |

| Lista (2020) | Posición |
| ------------ | -------- |
| Italia FIMI  | 54       |